# Major League Baseball 1897
Major League Baseball 1897 vanns av Baltimore Orioles, som efter att ha kommit tvåa i National League, mötte vinnaren av densamma, Boston Beaneaters, i säsongsfinalen "Temple Cup", där Orioles vann med 4-1 i matcher.

## National League
|                       | V  | F   | %    |
| --------------------- | -- | --- | ---- |
| Boston Beaneaters     | 93 | 39  | .705 |
| Baltimore Orioles     | 90 | 40  | .692 |
| New York Giants       | 83 | 48  | .634 |
| Cincinnati Reds       | 76 | 56  | .576 |
| Cleveland Spiders     | 69 | 62  | .527 |
| Washington Senators   | 61 | 71  | .462 |
| Brooklyn Bridegrooms  | 61 | 71  | .462 |
| Pittsburgh Pirates    | 60 | 71  | .458 |
| Chicago Colts         | 59 | 73  | .447 |
| Philadelphia Phillies | 55 | 77  | .417 |
| Louisville Colonels   | 52 | 78  | .400 |
| St. Louis Browns      | 29 | 102 | .221 |

## Källa
Den här artikeln är helt eller delvis baserad på material från engelskspråkiga Wikipedia.